# Zalizne
Zalizne (ukr. Залізне) — miasto na Ukrainie w obwodzie donieckim.

## Demografia
- 2019 – 5 174[2]
- 2021 – 5 020[1]

## Historia
Prawa miejskie posiada od 1938.
Podczas II wojny światowej od 28 października 1941 r. do 5 września 1943 r. miasto było okupowane przez wojska niemieckie.
Do 19 maja 2016 roku nosiło nazwę Artemowe (ukr. Артемове).